# Helensburgh

Helensburgh (Baile Eilidh på skotsk gaeliska) är ett samhälle i kommunen Argyll and Bute i Skottland. Centralorten hade 13 720 invånare år 2012, med totalt 15 590 invånare i hela tätortsområdet, inklusive den närbelägna orten Rhu.
Helensburgh ligger på norra sidan av floden Clyde och på östra stranden av Gare Loch nära Glasgow. Samhället grundades på 1700-talet som en rekreationsort vid havet. Piren var en gång huvudavgångsplatsen för ångbåtar på Clyde och flodångaren Waverley gör fortfarande turer på somrarna med sina skovelhjul. Reguljär färjetrafik finns till Kilcreggan och Gourock. Norr om Helensburgh ligger marinbasen Clyde Naval Base vid Faslane. 
1903 byggde Charles Rennie Mackintosh the Hill House åt publicisten Walter Blackie. Huset, som ligger i de norra delarna, ägs nu av the National Trust for Scotland och är en populär turistattraktion. 
Helensburgh är John Logie Bairds och Jack Buchanans födelseort samt Deborah Kerrs uppväxtort.